# Nina Tandon
Nina Marie Tandon é uma engenheira biomédica americana. Ela é CEO e co-fundadora da EpiBone, considerada a primeira companhia do mundo em criação de ossos humanos para reconstrução de esqueletos. Ela também presta serviços como professora adjunta de engenharia elétrica na universidade Cooper Union (em Manhattan) e trabalha no laboratório de células-tronco e engenharia de tecidos na Universidade de Columbia.
Tandon é reconhecida como uma das mulheres mais influentes e premiadas no mundo científico-empresarial, ganhando vários prêmios e detendo diversas patentes.